# Friuli Latisana Franconia riserva
Il Friuli Latisana Franconia riserva è un vino DOC la cui produzione è consentita nella provincia di Udine.

## Caratteristiche organolettiche
- colore: rosso rubino intenso.
- odore: vinoso, armonico.
- sapore: asciutto, leggermente fruttato.

## Produzione
Provincia, stagione, volume in ettolitri
- nessun dato disponibile